# Jacques Canthelou
Jacques Canthelou, né le 29 mars 1904 à Elbeuf (France) et mort le 18 avril 1973 à Paris, était un footballeur français évoluant au poste de défenseur.

## Carrière
- FC Rouen ( France)

## Palmarès
- 11 sélections en équipe de France A (1924-1928)